# Termoprotecție
Termoprotecție sau protecția împotriva incendiilor este studiul și practica de atenuare a efectelor nedorite ale incendiilor potențial distructive.
Termoprotecție se numește un ansamblu de operații și mijloace tehnice care protejează de efectele încălzirii excesive.

## Istoric
Primele vopsele termospumante au fost inventate de către germani după Primul Război Mondial și au fost folosite pentru a proteja grinzile metalice, de foc, ce sprijineau galeriile tunelelor. Se știe că metalul, în funcție de grosime, când ajunge la o temperatură de la 400 de grade Celsius în sus, devine maleabil și prin urmare, cedează. Vopselele termospumante, o dată cu creșterea temperaturii, spumează mărindu-și volumul de aproximativ 40 de ori, pelicula astfel formată nu permite metalului să se încălzească.

## Generalități
Termoprotecția cu vopsele termospumante înseamnă acoperirea structurii de protejat, cu o peliculă de vopsea rezistentă la foc.
Termoprotecția cu vopsele termospumante a metalelor se face la cererea proiectanților de structuri metalice, în funcție de riscul de colaps al structurii în cazul unui incendiu.
Termoprotecția structurilor metalice cu vopsele termospumante a fost impusă prin lege și în România după atentatele de la 11 septembrie, unde structura metalică a turnurilor gemene a fost protejată la incendiu doar prin învelire cu azbest, fapt care face această protecție ineficientă în cazul unor incendii survenite în urma unor cutremure, atentate etc. deoarece plăcile de azbest se pot fisura, disloca sau sparge, spre deosebire de vopsea care face corp comun cu metalul.
În prezent, există aproximativ 10 producători de astfel de vopsele, împrăștiați pe tot globul, cel mai cunoscut fiind DuPont Germany, aflat acum sub egida Sika.